# السفينة الحربية ثونبوري
السفينة الحربية التايلاندية ثونبوري (بالتايلاندية: เรือหลวงธนบุรี) هي طراد ساحلي خفيف تابع للبحرية الملكية التايلاندية، بني في اليابان ودخل الخدمة عام 1938. أُطلق عليها اسم منطقة ثونبوري التاريخية في بانكوك.

## التصميم
صُممت السفينة للاستخدام في المياه الساحلية، وكانت مجهزة بمدافع رئيسية عيار 8 إنش، ما جعلها من أقوى السفن في الأسطول التايلاندي آنذاك. تم بناء السفينة من قبل شركة كاواساكي لبناء السفن.

## الخدمة
شاركت السفينة في معركة كوه تشانغ الشهيرة عام 1941 ضد القوات الفرنسية خلال النزاع الفرنسي-التايلاندي، حيث تعرضت لأضرار جسيمة وأُغرقت جزئيًا. بعد المعركة، تم انتشالها وأُعيد استخدامها لاحقًا لأغراض التدريب حتى خرجت من الخدمة رسميًا عام 1959.

## الإرث
لا يزال برج المدفعية الأمامي للسفينة محفوظًا ومعروضًا في أكاديمية البحرية التايلاندية كجزء من التراث البحري للبلاد.